# Byrrhinus curtus
Byrrhinus curtus är en skalbaggsart som beskrevs av Maurice Pic 1935. Byrrhinus curtus ingår i släktet Byrrhinus och familjen lerstrandbaggar. Inga underarter finns listade i Catalogue of Life.